# 米基利西克 (布利茲紐基區)
48°44′12″N 36°19′46″E / 48.73667°N 36.32944°E
米基利斯凱（烏克蘭語：Микільське）是位於烏克蘭東部的村莊，由哈爾科夫州洛佐瓦區的布利茲紐基市鎮負責管轄。該村處於大捷爾尼夫卡河畔，始建於1850年，面積0.36平方公里，海拔高度99米，2001年人口154。